# Oliver S. Flint Jr
Oliver S. Flint Jr. (1 de junio de 1931-18 de mayo de 2019) fue un biólogo, entomólogo y conservador estadounidense, en el Museo Americano de Historia Natural de Nueva York, Sección de Zoología de Invertebrados, y en el Instituto Smithsoniano de Washington.
Recibe su formación en la Universidad de Massachusetts, y en la Universidad de Cornell, donde se doctora en Entomología en 1961. Fue profesor adjunto en la Universidad de Cornell, Universidad de Columbia y en la Universidad de Nueva York.
Era autoridad en Neuropteroidea con énfasis en Trichoptera; y, en Odonata (libélulas). Realizó investigaciones sobre taxonomía y biología de Trichoptera y Megaloidea del Nuevo Mundo.  
Publicó numerosos artículos científicos en revistas especializadas.

## Otras publicaciones
- Flint, oliver. 2014. Caddisfly species new to, or rarely recorded from, the state of Virginia (Insecta: Trichoptera). Banisteria, 43: 89-92.

- Ruiter, d.e., Baumann, r.w.; Flint, o.s., Jr. 2014. Studies on the caddisfly (Trichoptera) fauna of Nevada. The Pan-Pacific Entomologist, 90(1): 23-32. doi:10.3956/2014-90.1.23

- Flint, o.s. Jr. 2013. Notes on some Panorpa from northeastern North America with the redescription of Panorpa insolens (Mecoptera: Panorpidae). Proc. of the Biological Soc. of Washington, 126 (2): 120-136.

- Zhang, w., Shih, c., Labandeira, c.c., Sohn, j.-c., Davis, d.r., Santago-Blay, j., Flint, o.s., Jr., Ren, d. 2013. New Fossil Lepidoptera (Insecta: Amphiesmenoptera) from the Middle Jurassic Jiulongshan Formation of Northeastern China. Plos One, 8 (11): 1-33. doi:10.1371/journal.pone.0079500

## Especies descritas por el autor
- Chimarra acinaciformis, Leucotrichia ayura, Leucotrichia brochophora, Leucotrichia inops, Leucotrichia interrupta, Leucotrichia mutica, Leucotrichia padera, Mexitrichia spinulata, Mexitrichia velasquezi, Mortoniella enchrysa, Mortoniella iridescens, Mortoniella roldani, Protoptila voluta

## Abreviatura (zoología)
La abreviatura Flint  se emplea para indicar a Oliver S. Flint Jr como autoridad en la descripción y taxonomía en zoología.